# Lamponicta cobon
Genre
Espèce
Lamponicta cobon, unique représentant du genre Lamponicta, est une espèce d'araignées aranéomorphes de la famille des Lamponidae.

## Distribution
Cette espèce est endémique d'Australie.  Elle se rencontre au Victoria et dans l'est de la Nouvelle-Galles du Sud.

## Description
Le mâle holotype mesure 6,4 mm et la femelle 7,7 mm.

## Étymologie
Son nom d'espèce lui a été donné en référence au lieu de sa découverte, Cobon South Coupe.

## Publication originale
- Platnick, 2000 : A relimitation and revision of the Australasian ground spider family Lamponidae (Araneae: Gnaphosoidea). Bulletin of the American Museum of Natural History, no 245, p. 1-330 (texte intégral).